# برج الجوزاء
برج الجوزاء هو ثالث برج من الأبراج الإثنى عشر من من دائرة البروج أي قوس من دائرة مسار الشمس (رمزها ). برج من الجهة الشمالية للسماء. تمر الشمس في برج الجوزاء من 21 مايو إلى 21 يونيو. تكون الشمس في هذا البرج عند أواخر الربيع. في الماضي البعید کانت كوكبة الجوزاء (التوأمان) في هذه البرج ویُسمی بالجوزاء والیوم کوکبة فلکیة الثور فیها نتيجة لتقدم محور الأرض.

1. ↑  "معلومات عن برج الجوزاء على موقع globalwordnet.org". globalwordnet.org. مؤرشف من الأصل في 2021-01-22.